# Franz, hertug af Bayern
 Der er for få eller ingen kildehenvisninger i denne artikel, hvilket er et problem. Du kan hjælpe ved at angive troværdige kilder til de påstande, som fremføres i artiklen.

Franz, hertug af Bayern  (tysk: Franz Bonaventura Adalbert Maria Herzog von Bayern; indtil 1996 kendt som Franz Prinz von Bayern; født 14. juli 1933 i München) er overhoved for slægten Wittelsbach, der var Bayerns kongehus indtil 1918.
Hertug Franz er sønnesøn af kronprins Rupprecht af Bayern (1869–1955) og oldesøn af Ludwig 3. af Bayern (1845–1921), der var landets sidste konge. 
I 1996 efterfulgte hertug Franz sin far som prætendent til kongetronen i Bayern.

## Forfædre
Hertug Franz's mor var den kroatiske grevinde Maria Drašković von Trakošćan (1904–1969). Grevinde Marie var oldebarn (sønnedatterdatter) af Wilhelm Albrecht, titulær fyrste af Montenuovo (1819–1895). 
Wilhelm Albrecht var født i den tidligere franske kejserinde Marie Louise af Østrigs (1791–1847) morganatiske ægteskab med grev Adam Albert von Neipperg (1775–1829). Dermed var Wilhelm Albrecht halvbror til Napoleon 2. af Frankrig og dattersøn til kejser Frans 1. af Østrig.
Hertug Franz's far var prins Albrecht af Bayern (1905–1996), der var en søn af kronprins Rupprecht og sønnesøn af kong Ludwig 3.

## Familie
Hertug Franz er ugift, og han har ingen børn.

## Bayersk arveret
Hertug Franz's forældre prins Albrecht af Bayern og grevinde Maria Drašković von Trakošćan levede i et morganatisk ægteskab. Derfor blev Franz og hans søskende ikke betragtet som fyrstelige, og prins Franz blev født uden arveret til tronen.
Den 18. maj 1949 anerkendte kronprins Rupprecht ægteskabet mellem prins Albrecht og grevinde Maria som dynastisk. Dermed indtrådte den sekstenårige prins Franz i arvefølgen. Det samme gjorde hans yngre bror Max Emanuel (født 1937).
Efter prins Albrecht af Bayerns død i 1996 blev hertug Franz tronprætendent, mens hans lillebror prins Max Emanuel blev titulær tronfølger.
De nærmeste slægtninge til den barnløse hertug Franz lever i morganatiske ægteskaber, hvor børnene ikke indgår i tronfølgen. Derfor blev hertug Franz nødt til at tage stilling til arvespørgsmålet.
Den 3. marts 1999 anerkendte hertug Franz ægteskabet mellem fætteren prins Luitpold (født 1951) og Kathrin Beatrix Wiegand (født 1951) som dynastisk. Derimod betragtes ægteskabet mellem Max Emanuel og grevinde Elizabeth Douglas stadigt som morganatisk. Det forventes, at arveretten på et tidspunkt vil tilfalde prins Luitpold og dennes efterkommere.